# Novačka
Novačka – wieś w Chorwacji, w żupanii kopriwnicko-kriżewczyńskiej, w gminie Gola. W 2011 roku liczyła 381 mieszkańców.